# Croix (Territoire de Belfort)
Croix (deutsch früher Kreuz) ist eine französische Gemeinde im Département Territoire de Belfort in der Region Bourgogne-Franche-Comté.

## Geographie
Croix liegt auf 600 m Meereshöhe, etwa 14 Kilometer südöstlich der Stadt Montbéliard (Luftlinie). Das ehemalige Straßenzeilendorf erstreckt sich in den nördlichen Ausläufern des Juras, an aussichtsreicher Lage auf der Tafeljurahochfläche von Croix, nahe der Grenze zur Schweiz. Croix ist die südlichste Gemeinde des Départements Territoire de Belfort.
Die Fläche des 5,41 km² großen Gemeindegebiets umfasst einen Abschnitt des nördlichen französischen Juras. Das gesamte Gebiet wird von der Kalkhochfläche von Croix eingenommen, die durchschnittlich auf 590 m liegt und nur sehr geringe Reliefunterschiede aufweist. Das Plateau ist überwiegend mit Acker- und Wiesland bestanden, zeigt aber auch einige Waldflächen. Es gibt hier keine oberirdischen Fließgewässer, weil das Niederschlagswasser im verkarsteten Untergrund versickert. Mit je 612 m werden auf der Höhe von Croix sowie im Wald von Sous les Fontaines die höchsten Erhebungen der Gemeinde erreicht. Östlich des Dorfes befindet sich das Quellgebiet der Batte (linker Zufluss der Allaine). Nach Westen erstreckt sich das Gemeindeareal bis in das ausgedehnte Forstgebiet der Forêt Hollard.
Nachbargemeinden von Croix sind Abbévillers und Vandoncourt im Westen, Montbouton und Saint-Dizier-l’Évêque im Norden, Villars-le-Sec im Nordosten sowie die schweizerischen Gemeinden Bure im Osten und Fahy im Süden.

## Geschichte
Die älteste erhaltene Erwähnung von Croix stammt von 1232. Damals gehörte die Kirche der Fürstabtei Murbach, die ihren Besitz 1274 an die Grafen von Montbéliard abtrat. Seit Beginn des 14. Jahrhunderts stand das Dorf unter der Herrschaft Delle. In der ersten Hälfte des 14. Jahrhunderts gelangte Croix unter die Oberhoheit der Habsburger. Zusammen mit dem Sundgau kam es mit dem Westfälischen Frieden 1648 an die französische Krone. Seit 1793 gehörte Croix zum Département Haut-Rhin. Es wurde 1815 von den Preußen gebrandschatzt. Im Jahr 1871 verblieb das Dorf als Teil des Territoire de Belfort im Gegensatz zum restlichen Elsass bei Frankreich.

## Bevölkerung
| Jahr                       | 1962 | 1968 | 1975 | 1982 | 1990 | 1999 | 2009 | 2020 |
| Einwohner                  | 152  | 136  | 121  | 112  | 122  | 139  | 162  | 173  |
| Quellen: Cassini und INSEE |      |      |      |      |      |      |      |      |

Mit 178 Einwohnern (1. Januar 2022) gehört Croix zu den kleinen Gemeinden des Départements Territoire de Belfort. Nachdem die Einwohnerzahl in der ersten Hälfte des 20. Jahrhunderts deutlich abgenommen hatte (1881 wurden noch 310 Personen gezählt), wurde seit Beginn der 1980er-Jahre wieder ein leichtes Bevölkerungswachstum verzeichnet.

## Sehenswürdigkeiten
Die Kirche Saint-Nicolas wurde nach einem Brand 1971 neu errichtet. Im Ortskern sind einige Bauernhäuser im charakteristischen Stil der Franche-Comté aus dem 17. bis 19. Jahrhundert erhalten. Sehenswert sind auch zwei Ziehbrunnen von 1772. Der 1960 erbaute Wasserturm hat die Form eines Kreuzes.
Siehe auch: Liste der Monuments historiques in Croix (Territoire de Belfort)

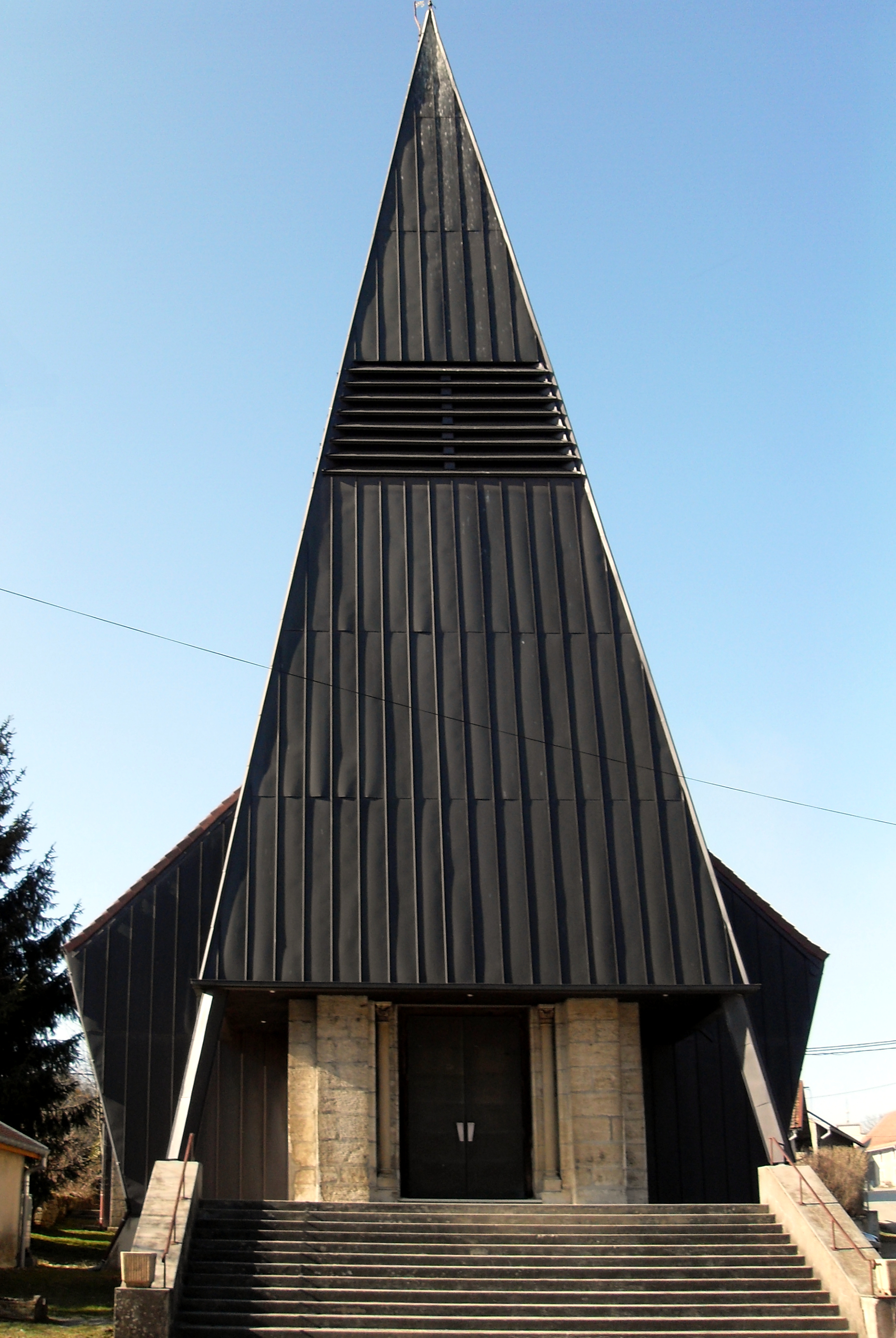
Kirche Saint-Nicolas
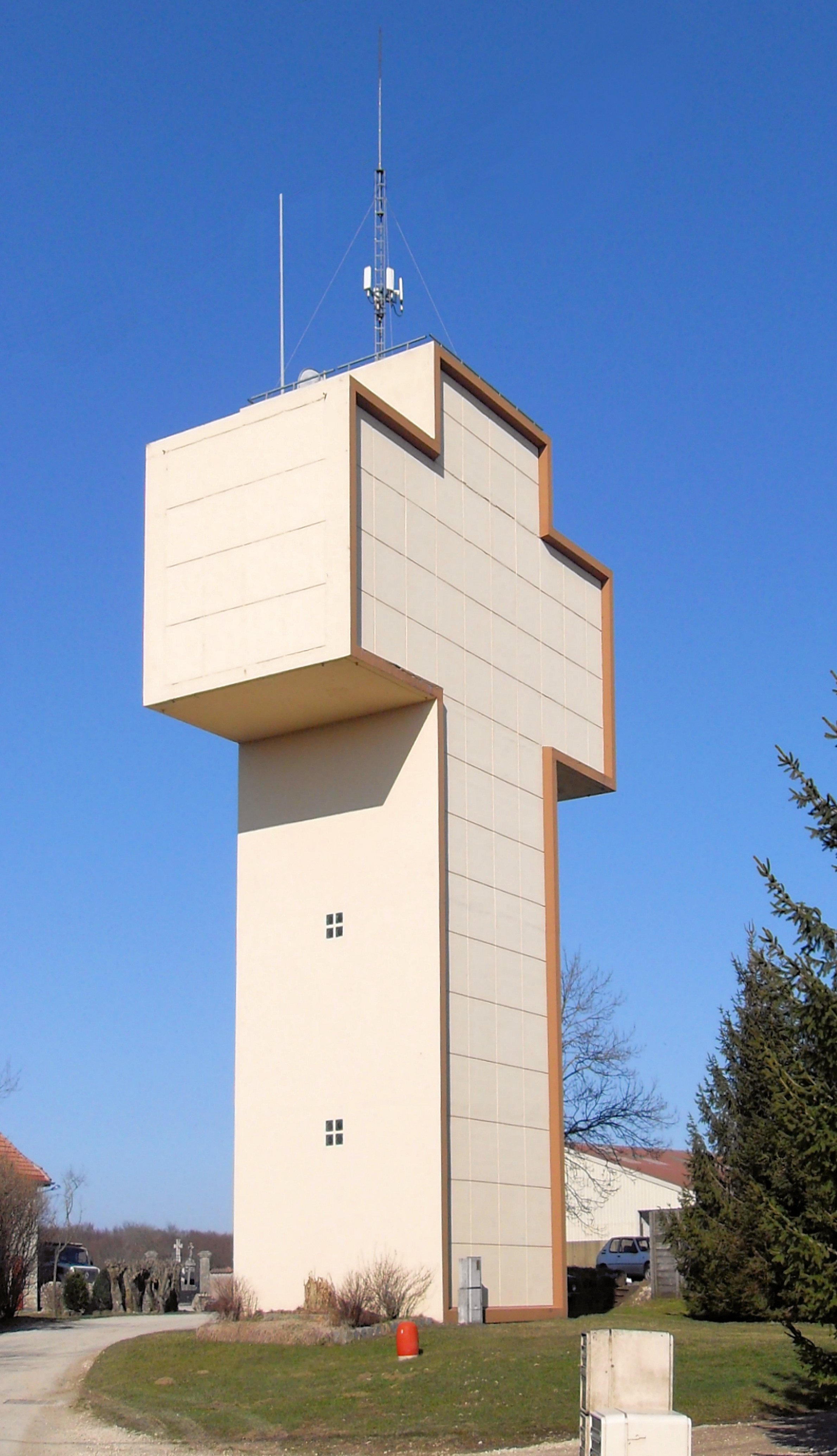
Kreuzförmiger Wasserturm
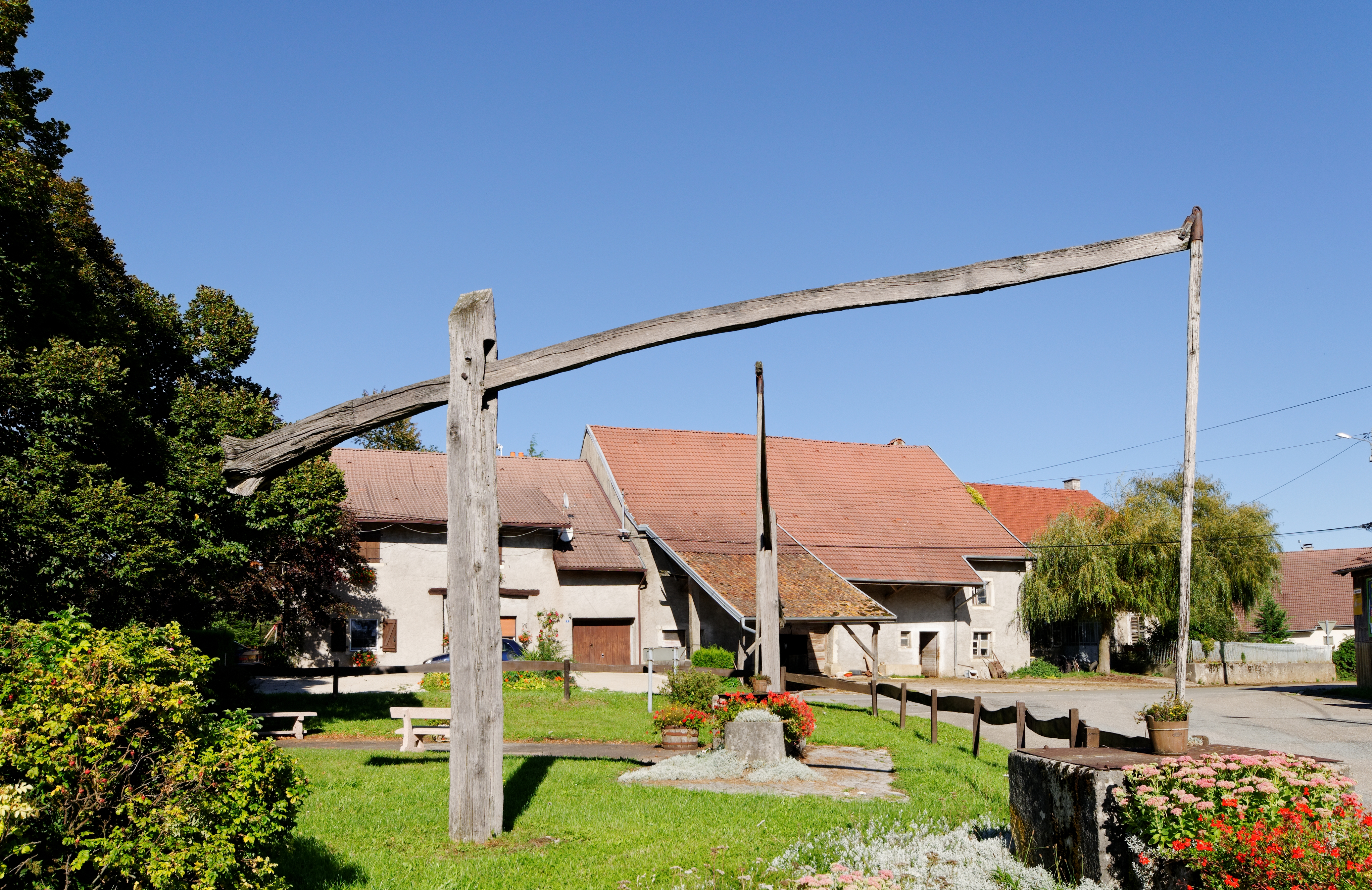
Ziehbrunnen

## Wirtschaft und Infrastruktur
Croix war bis weit ins 20. Jahrhundert hinein ein vorwiegend durch die Landwirtschaft (Ackerbau, Obstbau und Viehzucht) geprägtes Dorf. Noch heute leben die Bewohner zur Hauptsache von der Tätigkeit im ersten Sektor. Außerhalb des primären Sektors gibt es nur wenige Arbeitsplätze im Dorf. Einige Erwerbstätige sind auch Wegpendler, die in den umliegenden größeren Ortschaften und in der Agglomeration Montbéliard ihrer Arbeit nachgehen.
Die Ortschaft liegt abseits der größeren Durchgangsstraßen an einer Departementsstraße, die von Abbévillers nach Saint-Dizier-l’Évêque führt. Der nächste Anschluss an die Autobahn A36 befindet sich in einer Entfernung von ungefähr 15 Kilometern. Weitere Straßenverbindungen bestehen mit Montbouton, Villars-le-Sec und Bure.

## Persönlichkeiten
- Yeni Ngbakoto (* 1992), kongolesisch-französischer Fußballspieler